# Glaphyra chalybeella
Glaphyra chalybeella là một loài bọ cánh cứng trong họ Cerambycidae.